# موزه مردم‌شناسی بندرکنگ
موزه مردم‌شناسی بندرکنگ یک موزه در شهر بندر کنگ واقع در شهرستان بندر لنگه در غرب استان هرمزگان است. این موزه با همت جمعی از افراد نیکوکار، ناخداها و جاشوهای این بندر و شهرداری بندرکنگ تأسیس شده و در آن مجموعه‌های مهم دریانوردی، آداب و رسوم، معماری، صنایع دستی و نوع پوشش و خوراک مردم قدیم و جدید بندرکنگ به نمایش درآمده است.
ساختمان این موزه یک خانهٔ بزرگ تاریخی است که با مرمت و به‌سازی به موزه تبدیل شده‌است.

## پیشینه
سنگ بنای این موزه در نوروز سال ۱۳۹۰ با آویختن یک دهل و لباس قدیمی ناخدا توسط علی بحری یکی از ناخدایان بازنشسته بندر کنگ آغاز شد. این حرکت مورد استقبال شهرداری و شورا و مردم و سایر دریانوردان قرار گرفت و اشیای قدیمی از انبار و پستوی خانه‌ها بیرون آورده شده و با اعتماد به او سپرده شد. حال پس از گذشت چندین سال دو قلم دهل و لباس پدری به ۷۰۰ شیء تاریخی رسیده‌است.

## ویژگی‌های موزه
مهم‌ترین ویژگی این موزهٔ مردم‌شناسی گردانندگان آن هستند که جمعی از ناخداها و جاشوان بازنشسته بندر کنگ هستند که هرروز گرد هم جمع می‌شوند و به‌عنوان راهنمای موزه بخش‌های مختلف و آثار موجود در موزه را به به بازدیدکنندگان توضیح می‌دهند.

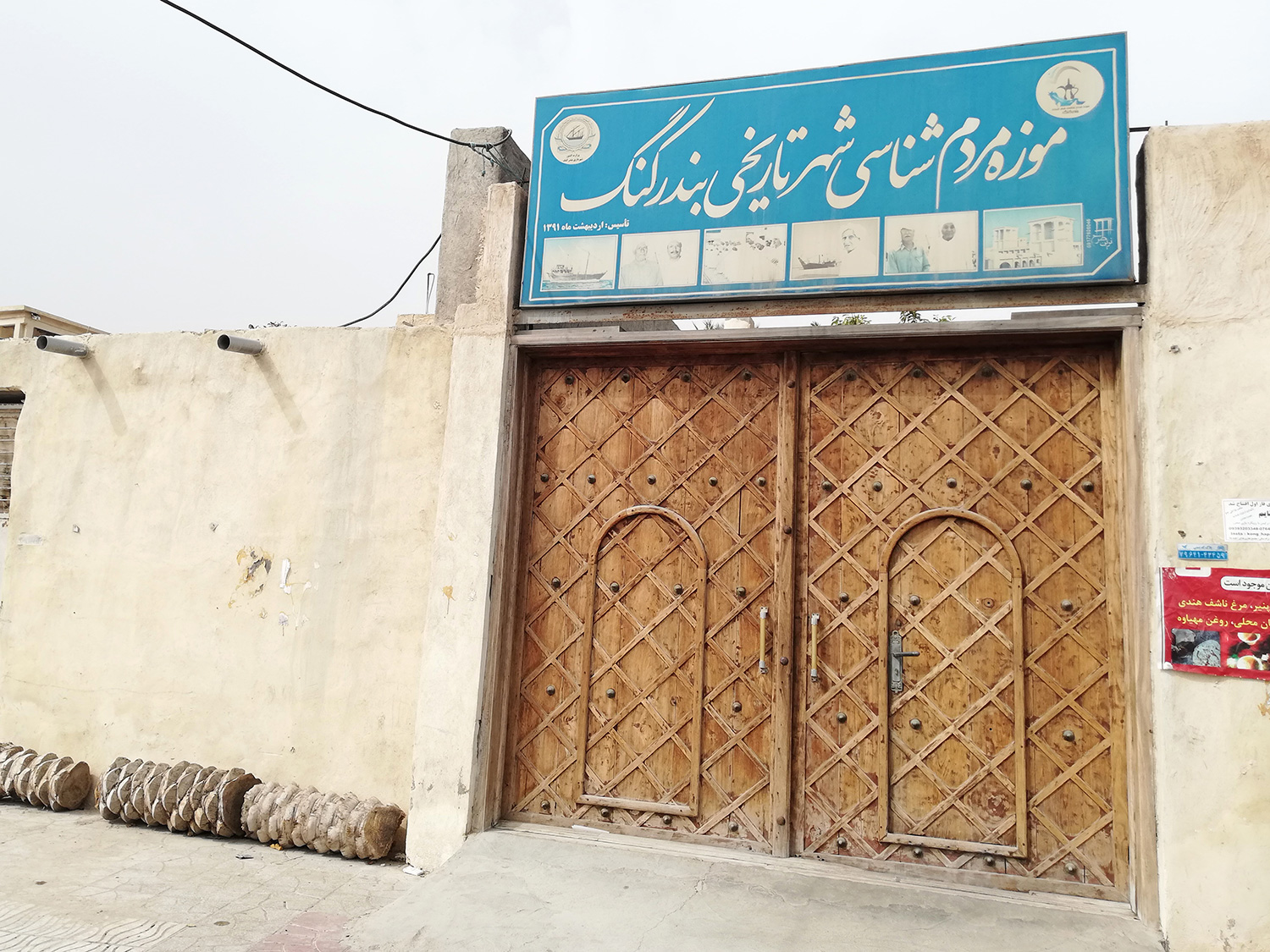

## بخش‌های موزه
قدیمی‌ترین وسایل موزهٔ مردم‌شناسی بندر کنگ نقشه‌های تاریخی دریانوردی است که در لوله‌های برنجی محافظت می‌شوند.

### اتاق دریانوردی
در این بخش مجموعه‌ای از اسناد و اشیای تاریخی بازمانده از فعالیت دریانوردان بندرکنگ در سال‌های دور و نزدیک به نمایش درآمده است.

### اتاق حجله
در این بخش از موزه، حجله که اتاق عروس و داماد در فرهنگ مردم بندر کنگ و مناطق دیگری از هرمزگان همچون بندرلنگه، قشم و بندرعباس است شبیه‌سازی شده‌است و گردشگران می‌توانند لباس‌های محلی مرد و زن را نیز بپوشند.

### اتاق بادگیر
این اتاق کوچک زیر بادگیر قرار گرفته می‌توان علاوه بر استفاده از باد خنک بادگیر، شکل آن از نمای پایین را دید.

### آشپزخانه
در این بخش از موزه، عصر هر روز تعدادی از خوراکی‌های محلی بندر کنگ همچون نخود آب‌پز داغ، نان توموشی، لگیمات، پکاره و … پخته می‌شود و به گردشگران فروخته می‌شود.

### بُرکَه و چاه
در حیاط این موزه یک آب‌انبار کوچک که در هرمزگان به آن بُرکَه گفته می‌شود نیز ساخته شده تا گردشگران با شیوهٔ جمع‌آوری آب در جنوب آشنا شوند.
سایر آثار موجود در این موزه عبارت‌اند از: فرمان لنج، سکستان، رادیوهای قدیمی، قطب‌نما، تصاویری از انواع ماهی، لنگر کشتی، ماکت کشتی‌های کوچک و بزرگ، صنایع دستی ساخته شده از محصولات دریایی و درخت نخل نظیر حصیر، سُپ و …

## نگارخانه

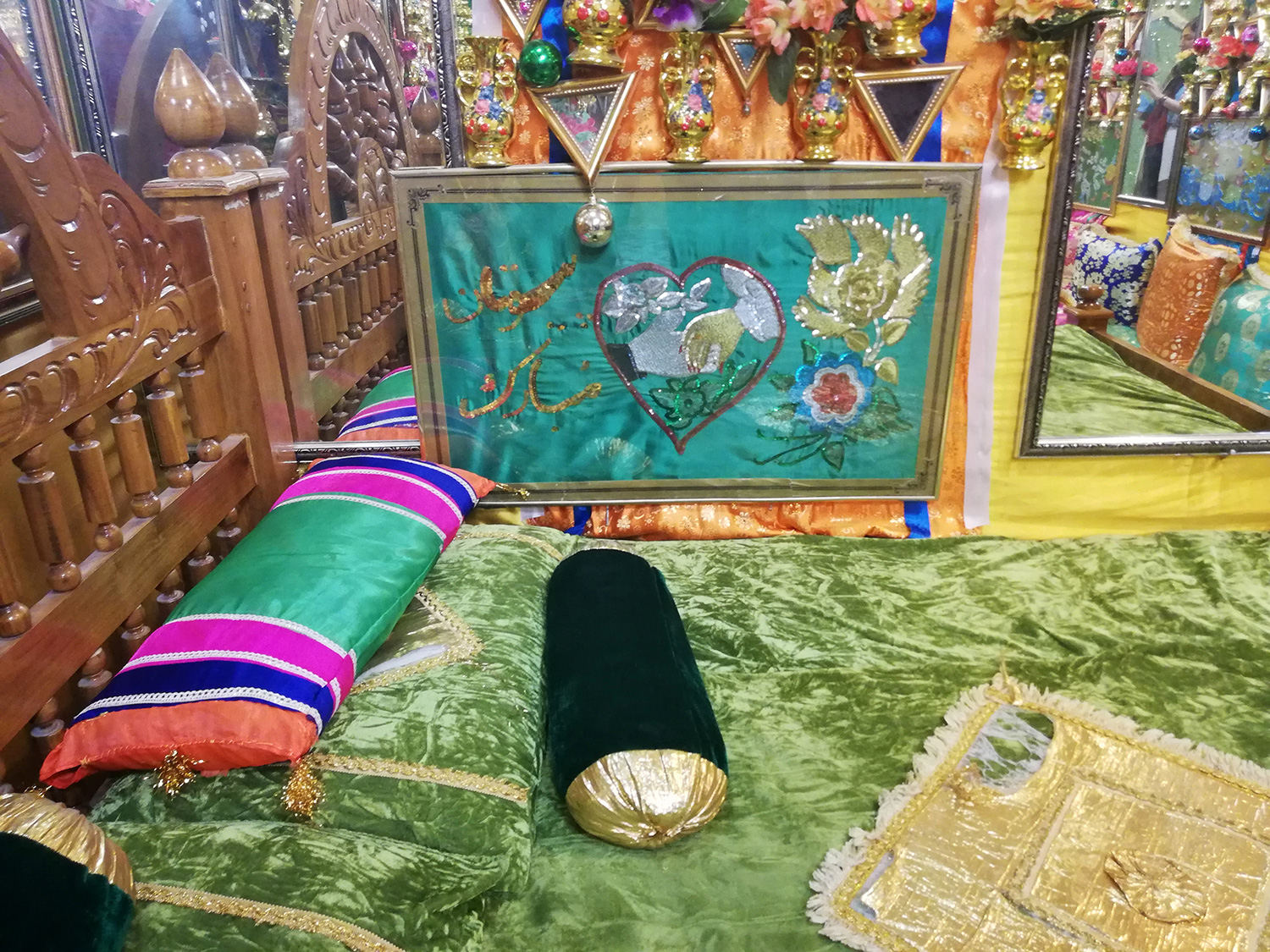
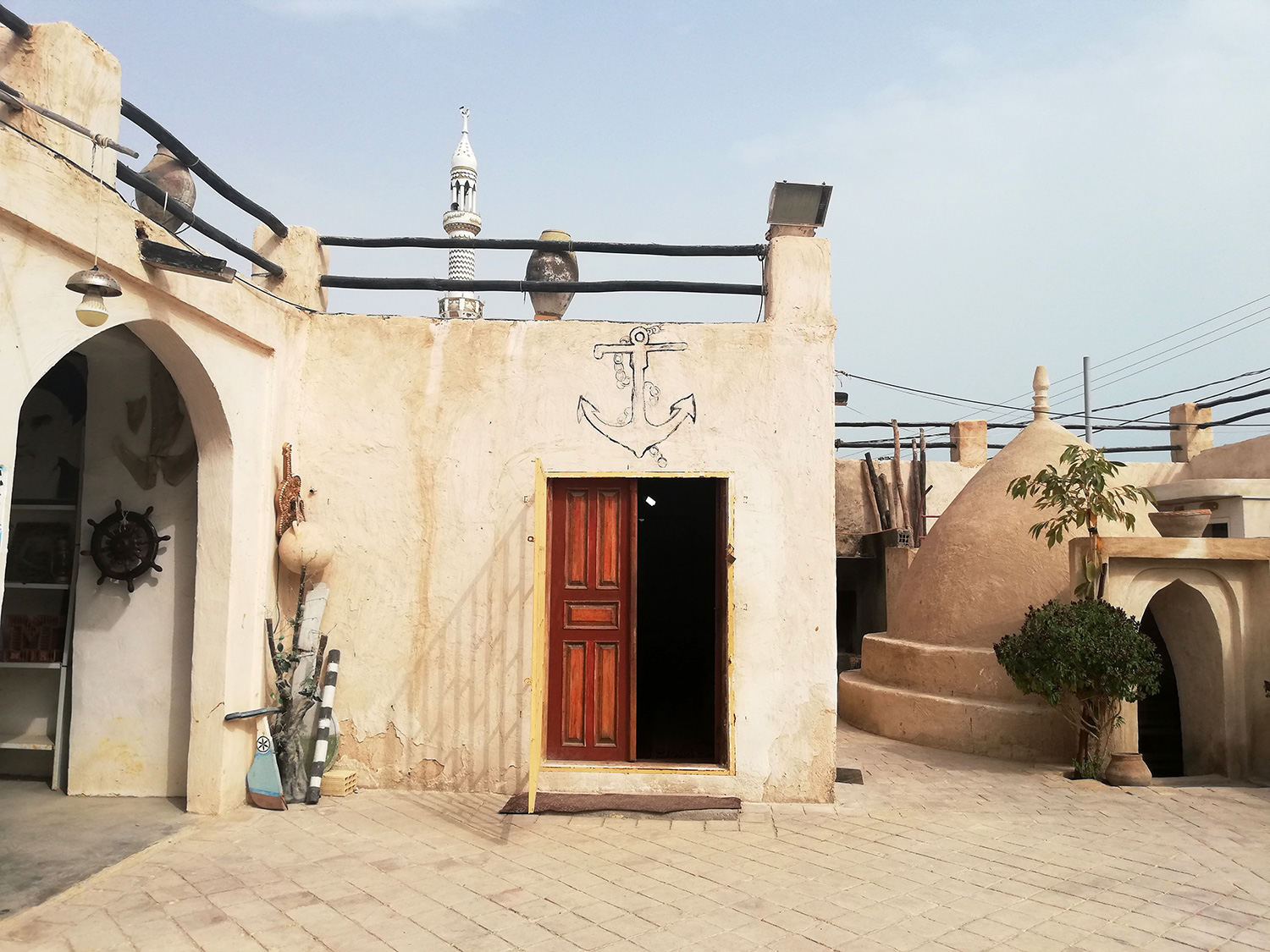
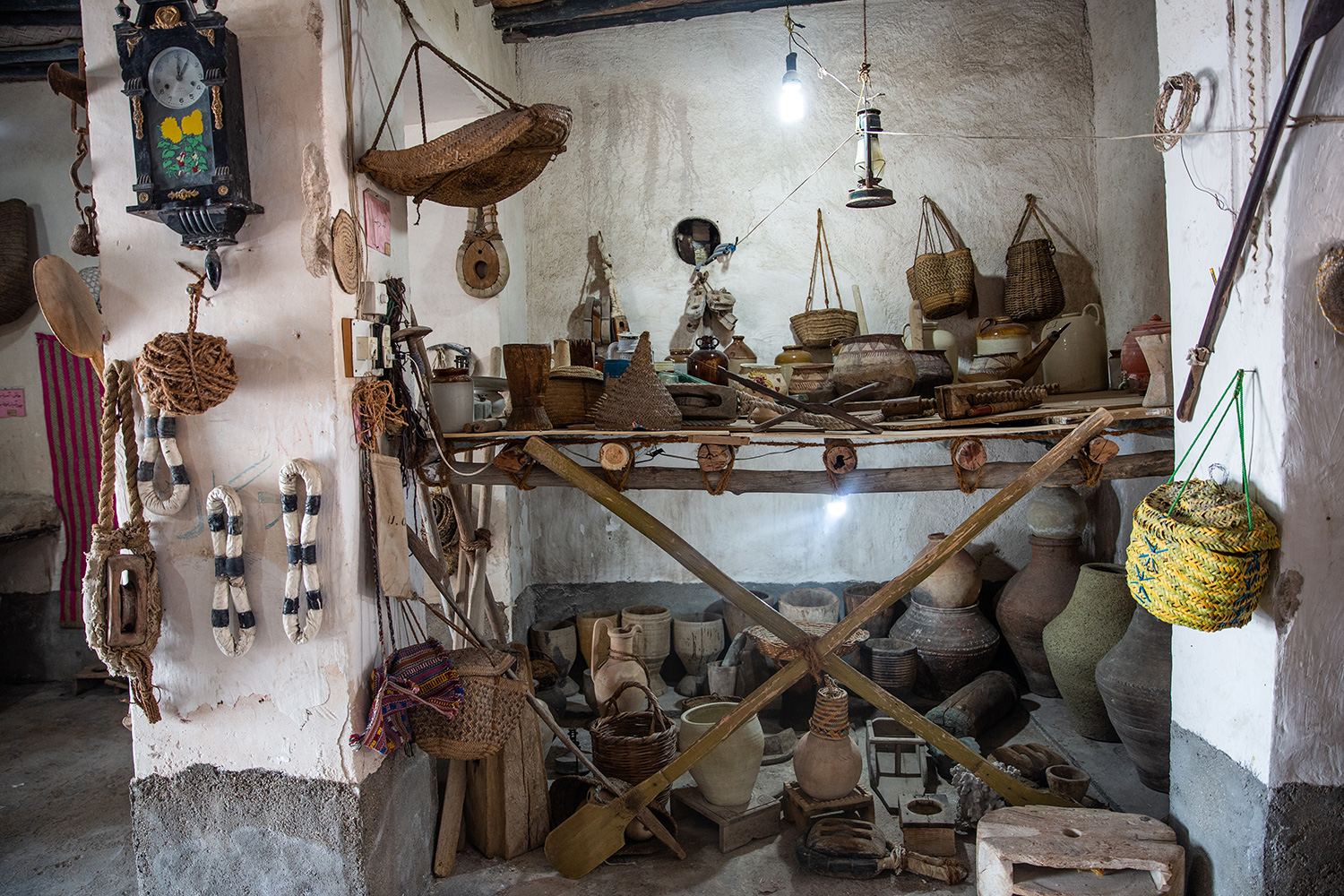
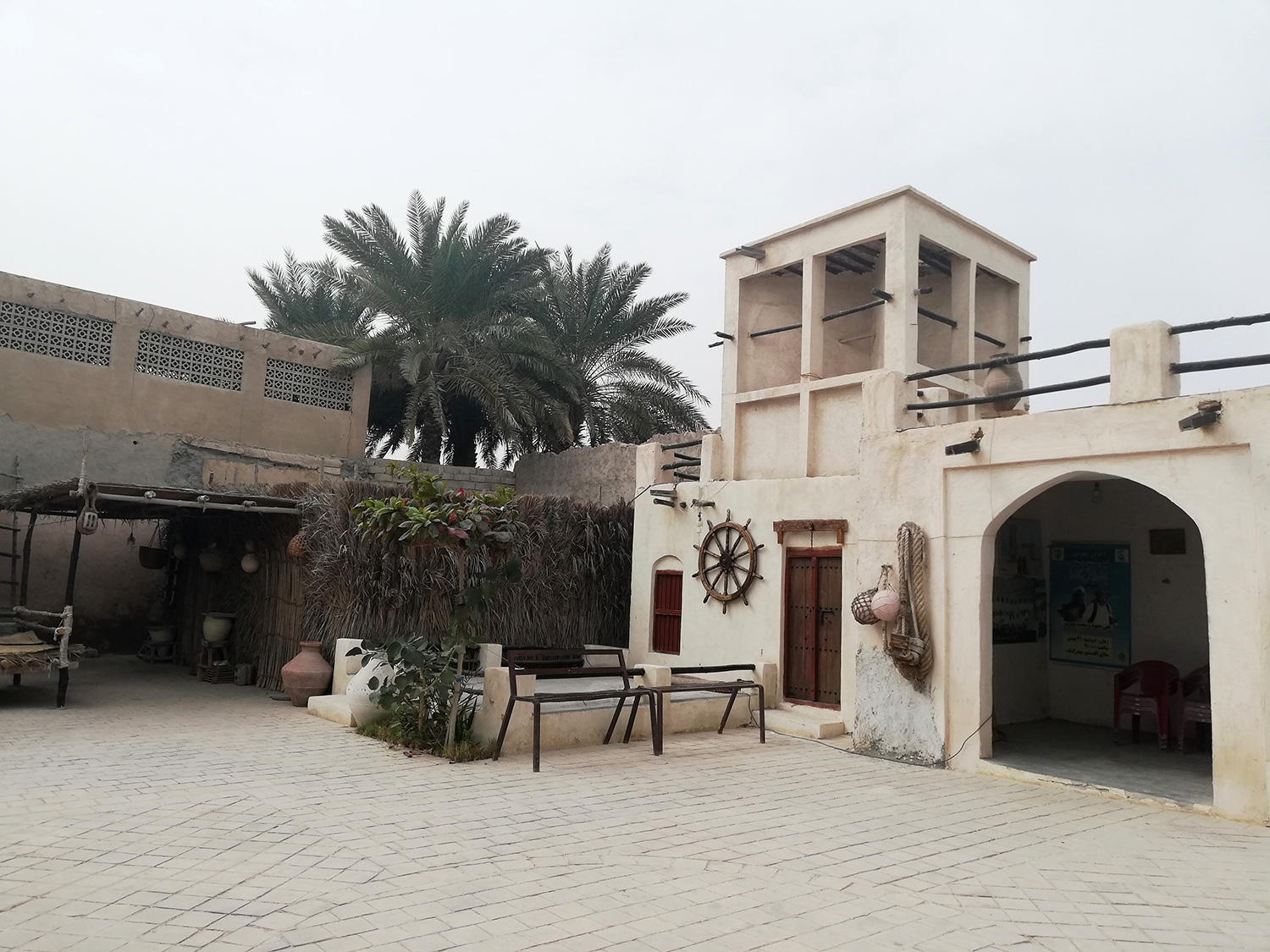
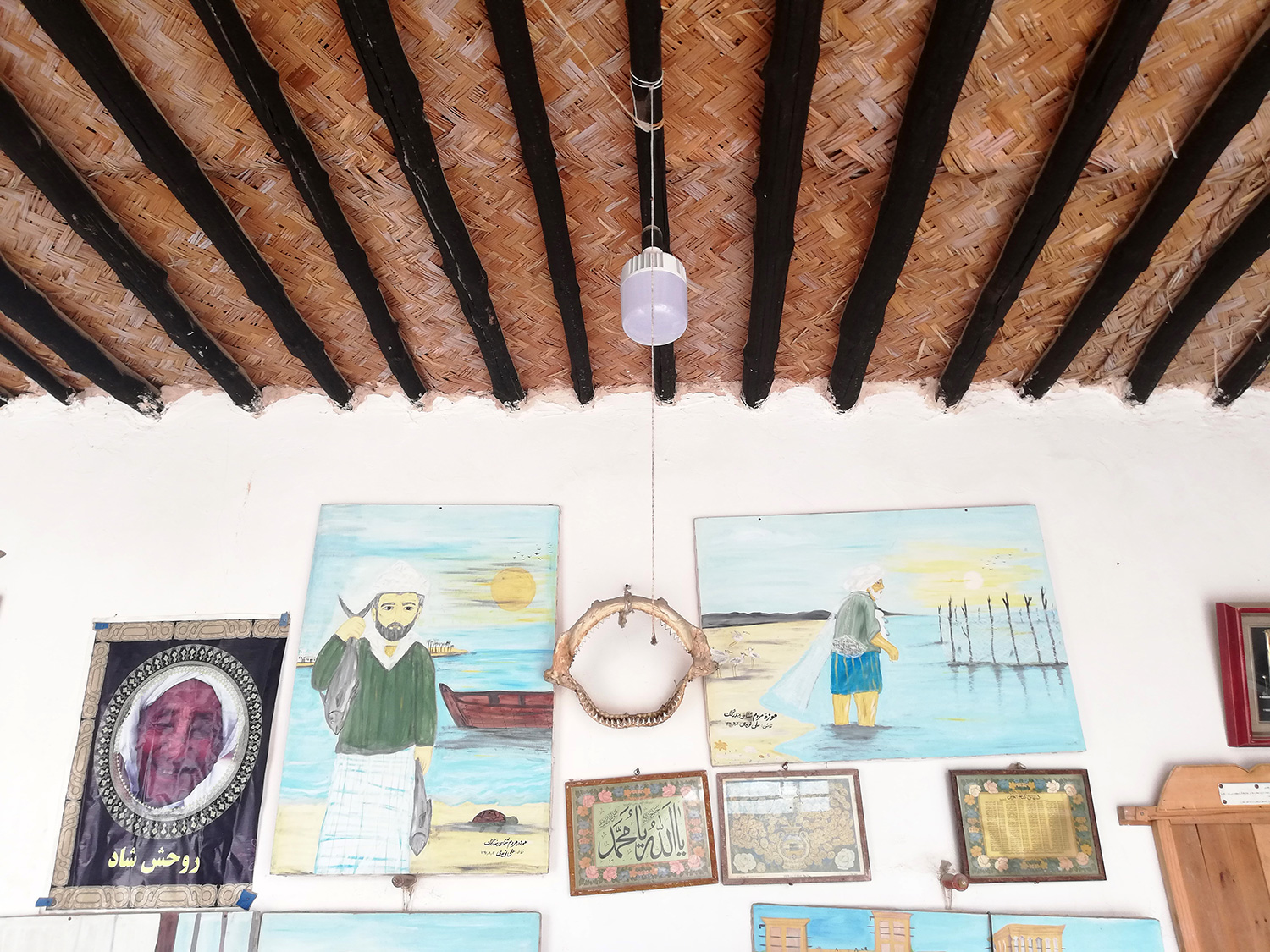
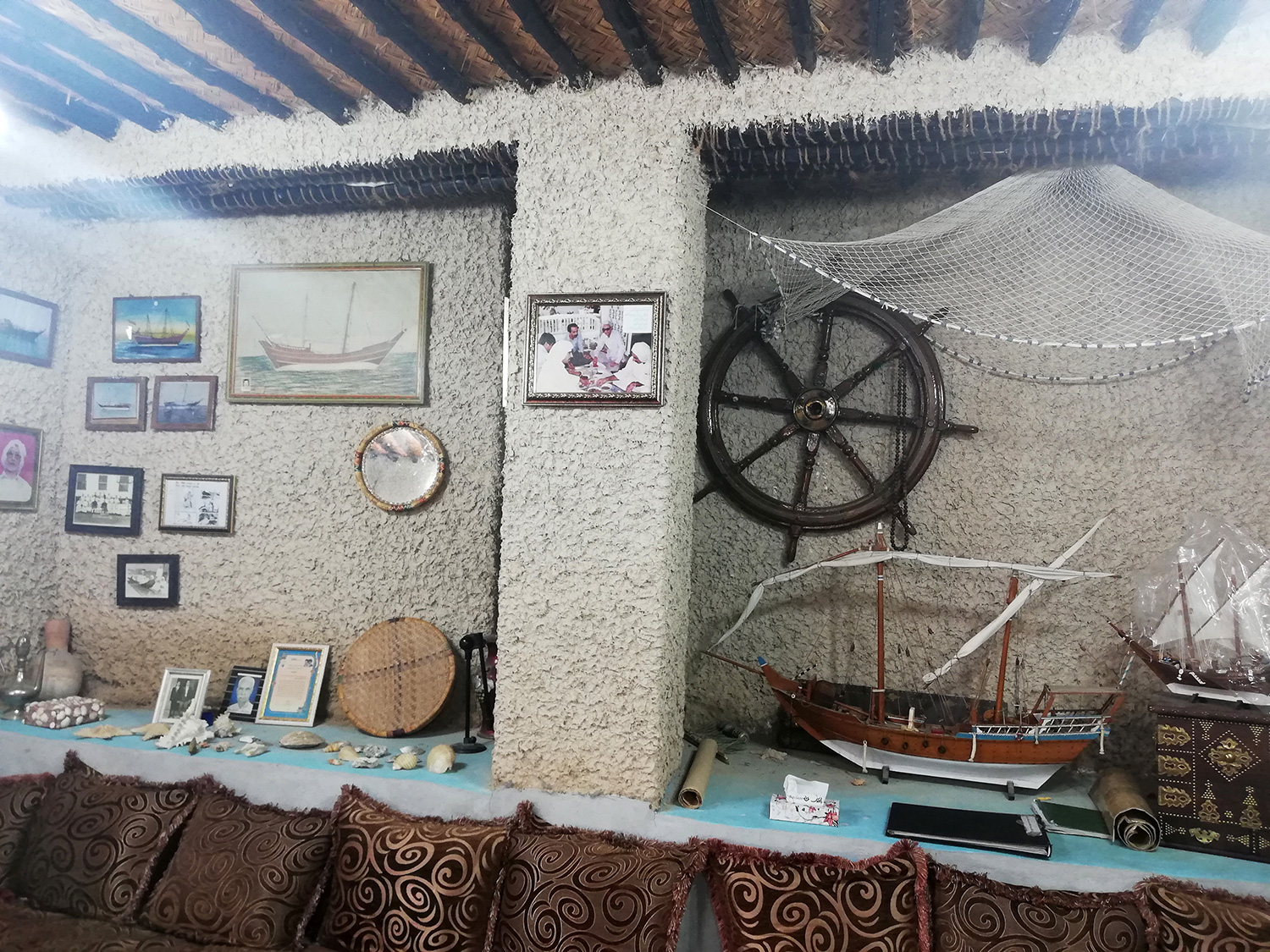
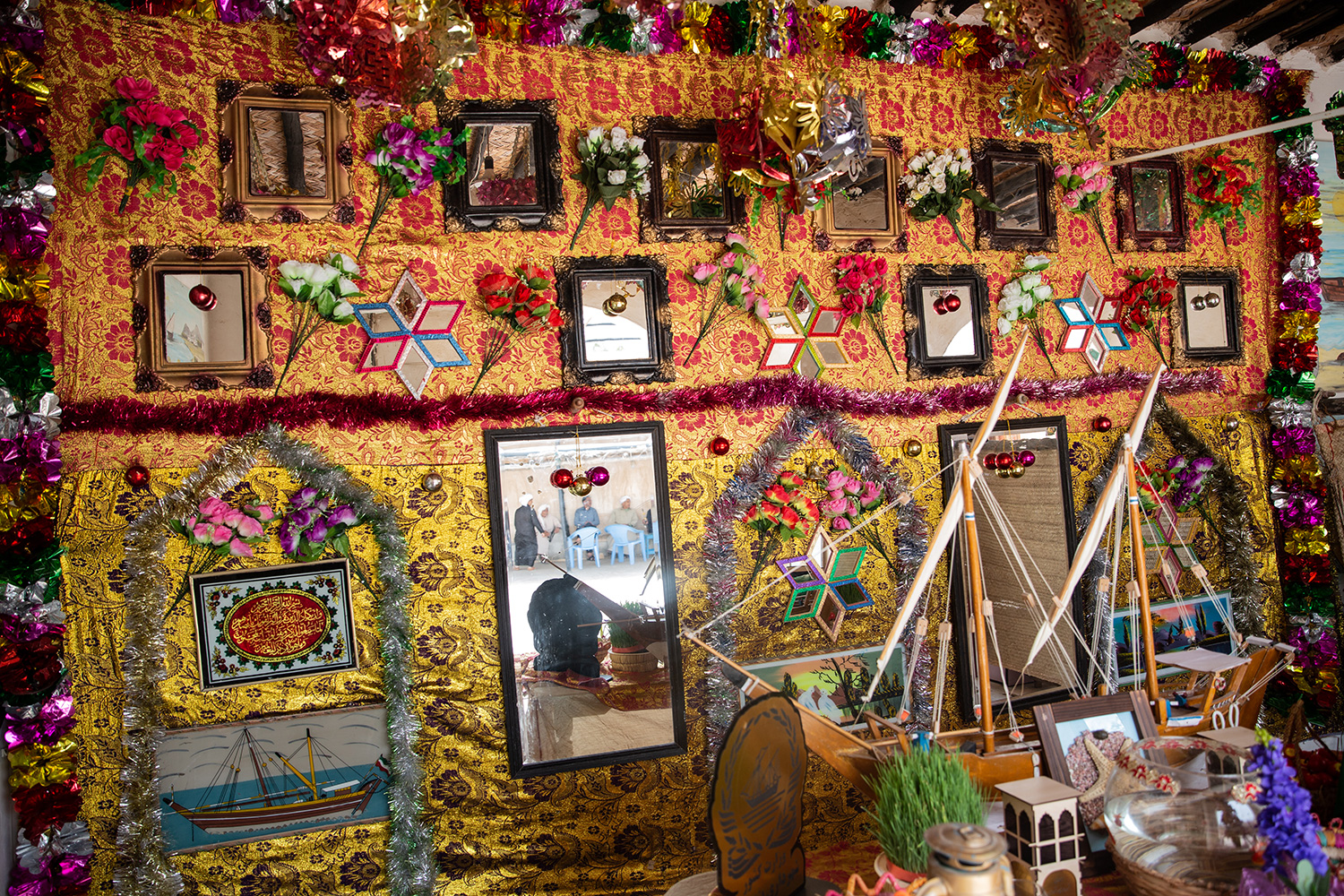
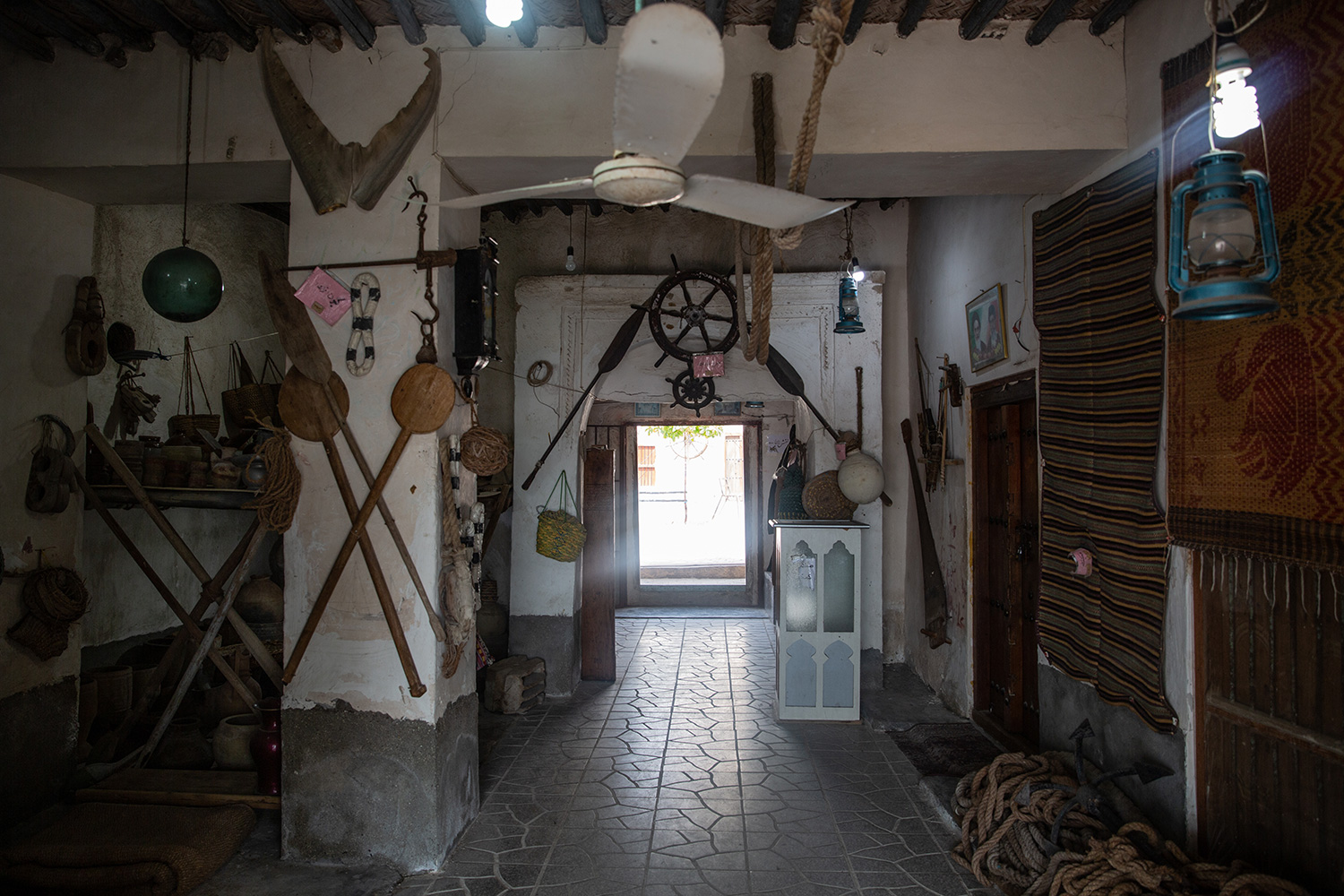
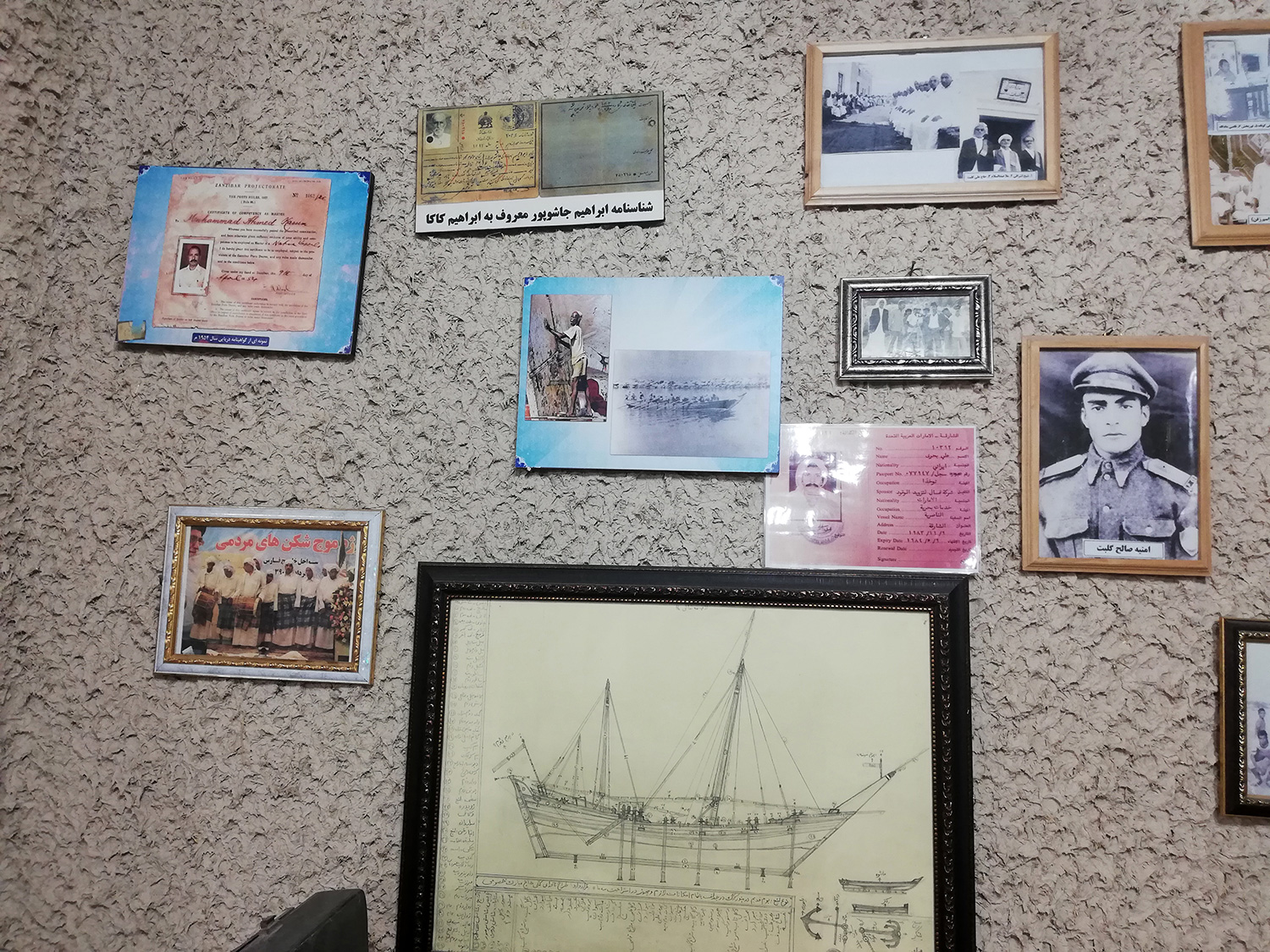